# Далем, Корнелис ван
Не путать с Корнелис ван Дален
Корнелис ван Далем (нидерл. Cornelis van Dalem, ок. 1530, Антверпен — 1573, Бреда) — голландский рисовальщик и живописец эпохи Северного Возрождения, сделавший важный вклад в развитие пейзажной живописи середины XVI века в Нидерландах. Ван Далем ввёл в жанр пейзажа новые идеи и темы, которые он почерпнул из своего гуманистического образования.

## Биография
Ван Далем был художником дворянского происхождения. Согласно архивным документам, он занимался также или преимущественно коммерцией и торговлей. Несмотря на своё небольшое творчество Корнелис ван Далем сумел занять важное место среди голландских художников-пейзажистов XVI века.
Подробности о жизни художника скудны. Вероятно, он родился в Антверпене. Его отец был дворянином, родом из Толена, в голландской провинции Зеландия, он имел феодальное владение, что подтверждает информацию биографа художника Карела ван Мандера об аристократическом происхождении ван Далема. Отец будущего живописца переехал в Антверпен, где стал торговцем тканями. Корнелис и его старший брат Лодевийк, вероятно, получили гуманитарное образование и оба обучались живописи у малоизвестного художника Яна Адриансенса. Корнелис начал своё обучение в 1543 году и в 1556 году стал мастером Гильдии Святого Луки. В том же году женился на Беатрикс ван Лидекерке (Beatrix van Liedekercke) из состоятельной семьи.
В других документах Корнелис ван Далем в первую очередь упоминается как торговец. Известно также, что он в 1565 году купил дом в Антверпене, но в том же году покинул город, возможно, по религиозным причинам, поскольку его обвинили в связях с радикальной сектой анабаптистов, ассоциация которых была запрещена законом в 1566 году. Обвинения в ереси были повторно выдвинуты против Корнелиса в 1571 году. Это, по-видимому, вынудило семью ван Далемов покинуть Антверпен и поселиться в поместье недалеко от Бреды, где художник скончался в 1573 году.
Ван Далем между 1560 и 1562 годами был последним учителем Бартоломеуса Спрангера. Ранние работы Спрангера демонстрируют много общего с работами его учителя. Именно Спрангер сообщал Карелу ван Мандеру биографические сведения о Корнелисе ван Далеме в начале 1560-х годов, поэтому его информацию можно считать надёжной. В своей «Книге о художниках», впервые опубликованной в 1604 году, ван Мандер описывает Корнелиса ван Далема как выдающегося живописца в изображении «скального пейзажа». Это подтверждается сохранившимися картинами, в которых подчас скалы причудливых очертаний закрывают зрителю вид на дальний план за исключением нескольких естественных гротов. По сообщению ван Мандера, фигуры на картинах ван Далема изображали другие художники: Гиллис Мостарт и Иоахим Бюккелер.

## Изучение творчества Корнелиса ван Далема
Немецкий историк искусства Людвиг Бурхард был первым, кто в 1924 году атрибутировал несколько пейзажей как произведения ван Далема. В последующие годы к этой группе добавилось ещё несколько работ. Эти атрибуции подтвердили две картины с монограммой ван Далема: «Пейзаж с бегством в Египет» 1565 года (позднее утраченный) и «Пейзаж с фермой» 1564 года в Старой пинакотеке в Мюнхене. Небольшое количества произведений художника подтверждает сообщение ван Мандера о том, что ван Далем, как богатый торговец, писал картины не ради денег, а исключительно для удовольствия и был свободен в выборе предмета. Его гуманитарное образование (он мог знать дидактическую поэму Лукреция «О природе вещей» и «Десять книг об архитектуре» Витрувия) объясняет его интерес к темам, касающимся происхождения человеческой цивилизации и её развития. Так, на отдельных картинах и на франкфуртском рисунке показаны первобытные жилища, в которых естественные скальные гроты связаны с хижинами, собранными руками человека. С другой стороны, показателен интерес ван Далема к теме скоротечности жизни и эфемерности того, что создано человеком. Этот интерес нашёл отражение в мюнхенской картине с полуразрушенными фермерскими домами и руинами дворца на дальнем плане. На трёх его картинах изображены «цыгане», которых в то время можно было встретить в Нидерландах. Предположительно, он связывал изображения этих кочевников с представлениями о первобытной жизни. Особенно ясно это становится в картине «Пейзаж с семьёй кочевников» (ок. 1570 г.). Изображение картинной галереи Корнелиса ван дер Геста, сделанное Виллемом ван Хехтом, доказывает, что работы ван Далема пользовались популярностью у коллекционеров. Там на видном месте, под люстрой выставлена картина ван Далема с изображением «кочевой семьи», два фрагмента которой сохранились в Кунстхалле в Карлсруэ (Staatliche Kunsthalle Karlsruhe).

## Галерея

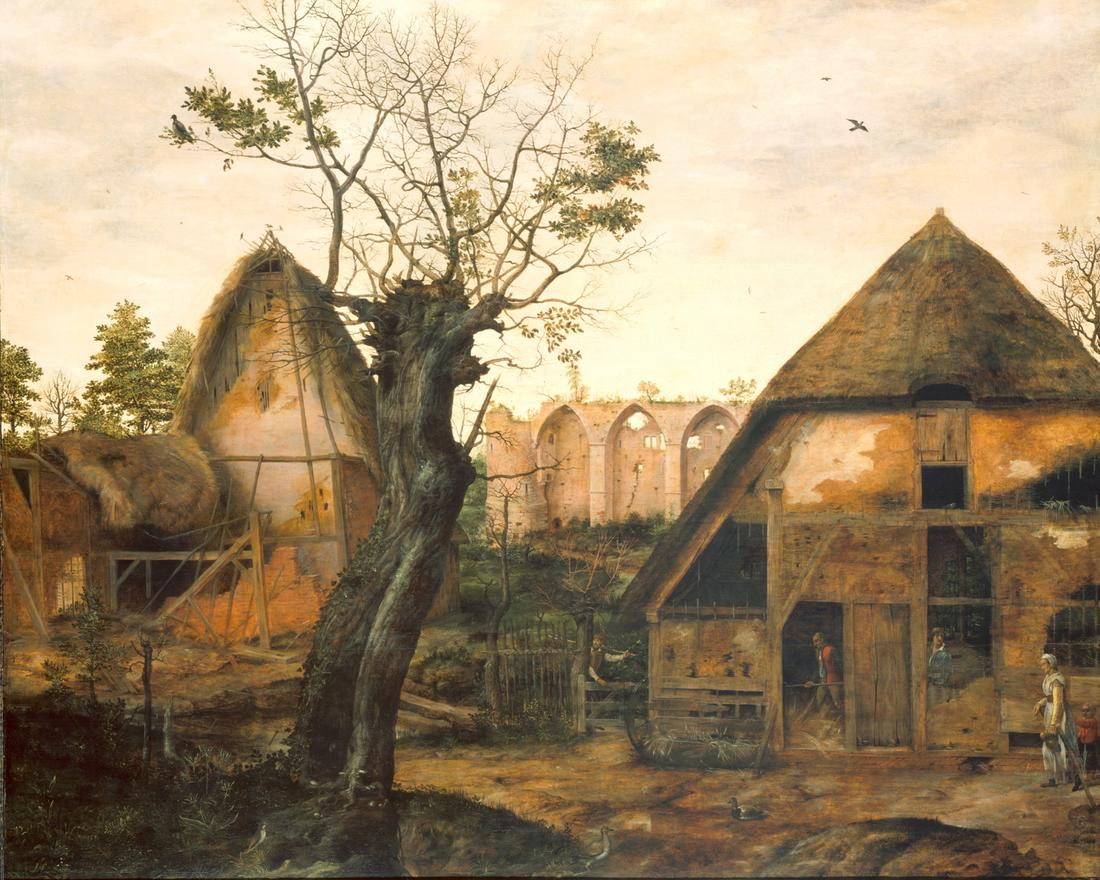
Пейзаж с фермой. 1564. Дерево, масло. Старая пинакотека, Мюнхен
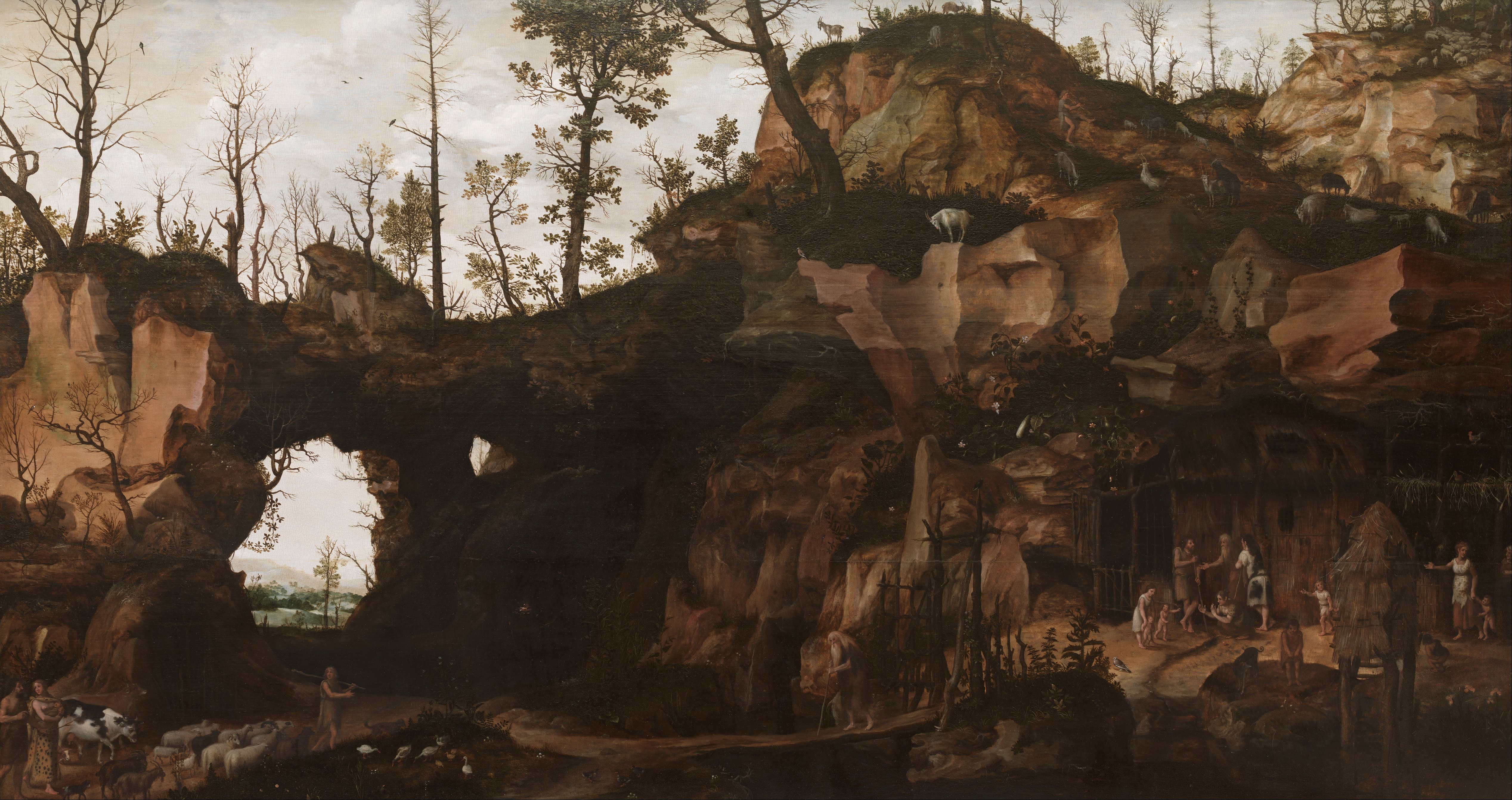
Пейзаж с рассветом цивилизации. Ок. 1565 г. Дерево, масло. Музей Бойманса-ван Бёнингена, Роттердам
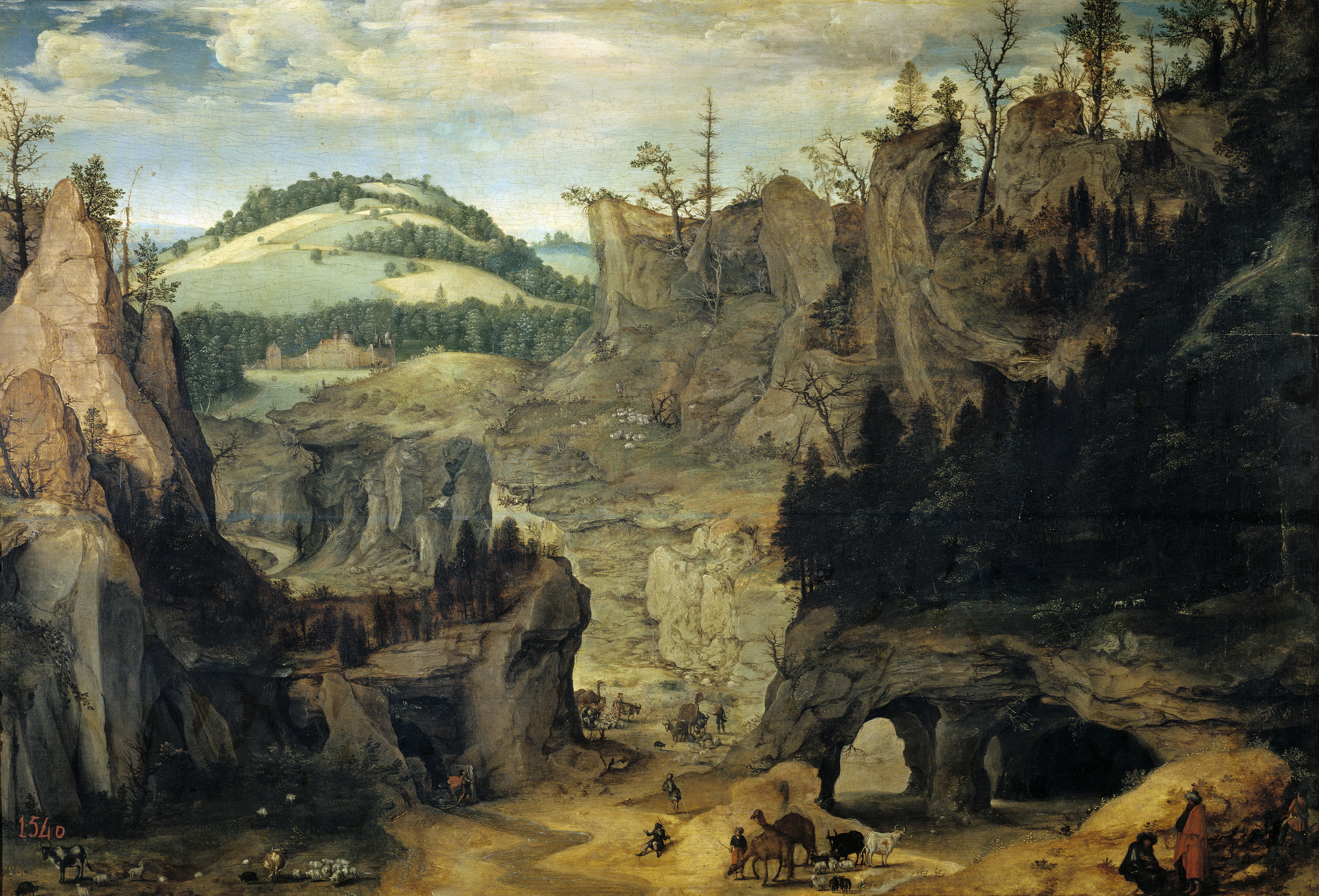
Пейзаж с пастухами. Ок. 1560 г. Дерево, масло. Прадо, Мадрид
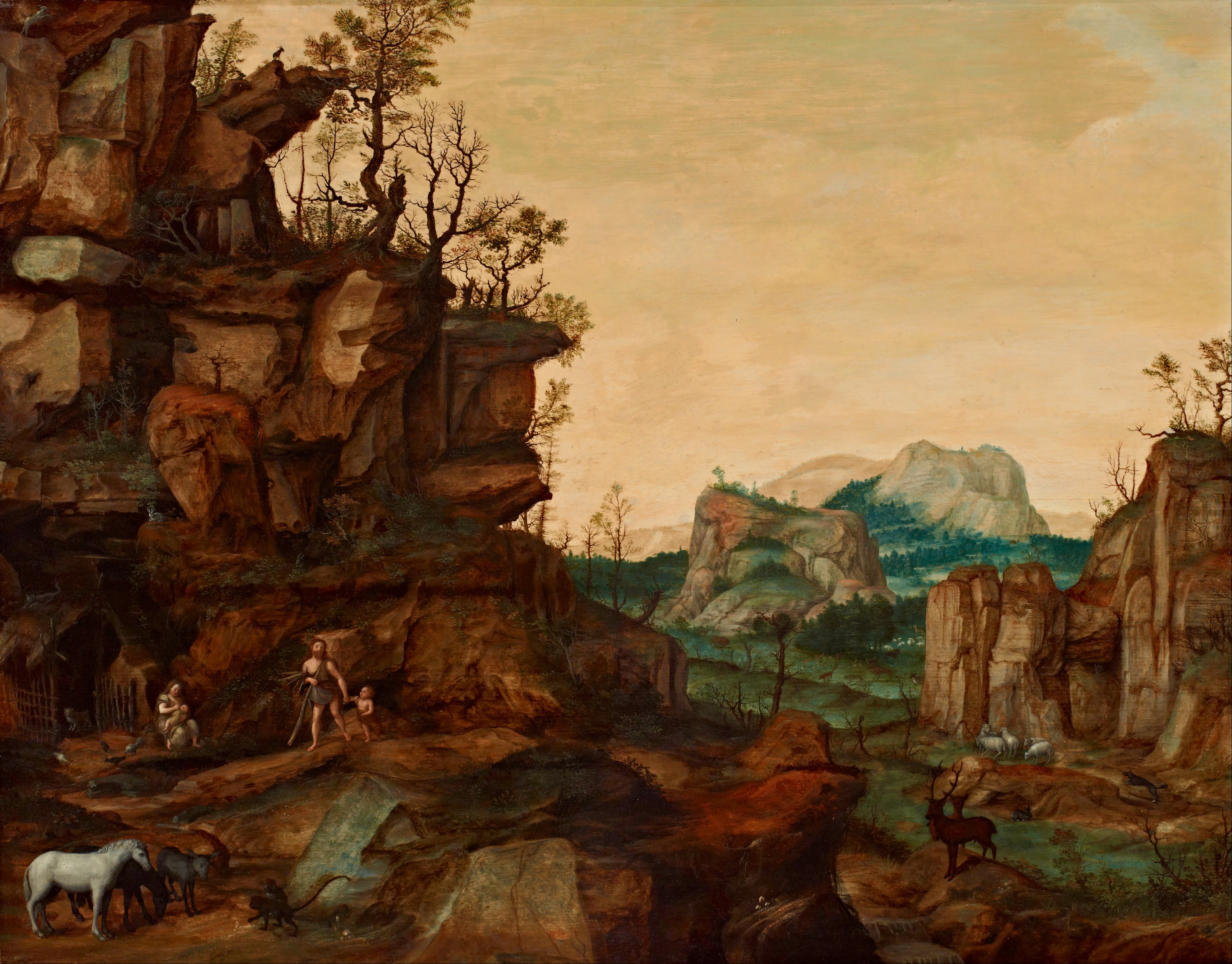
Пейзаж с Адамом и Евой. Ок. 1560 г. Дерево, масло. Центр изобразительных искусств Стэнфордского университета, США
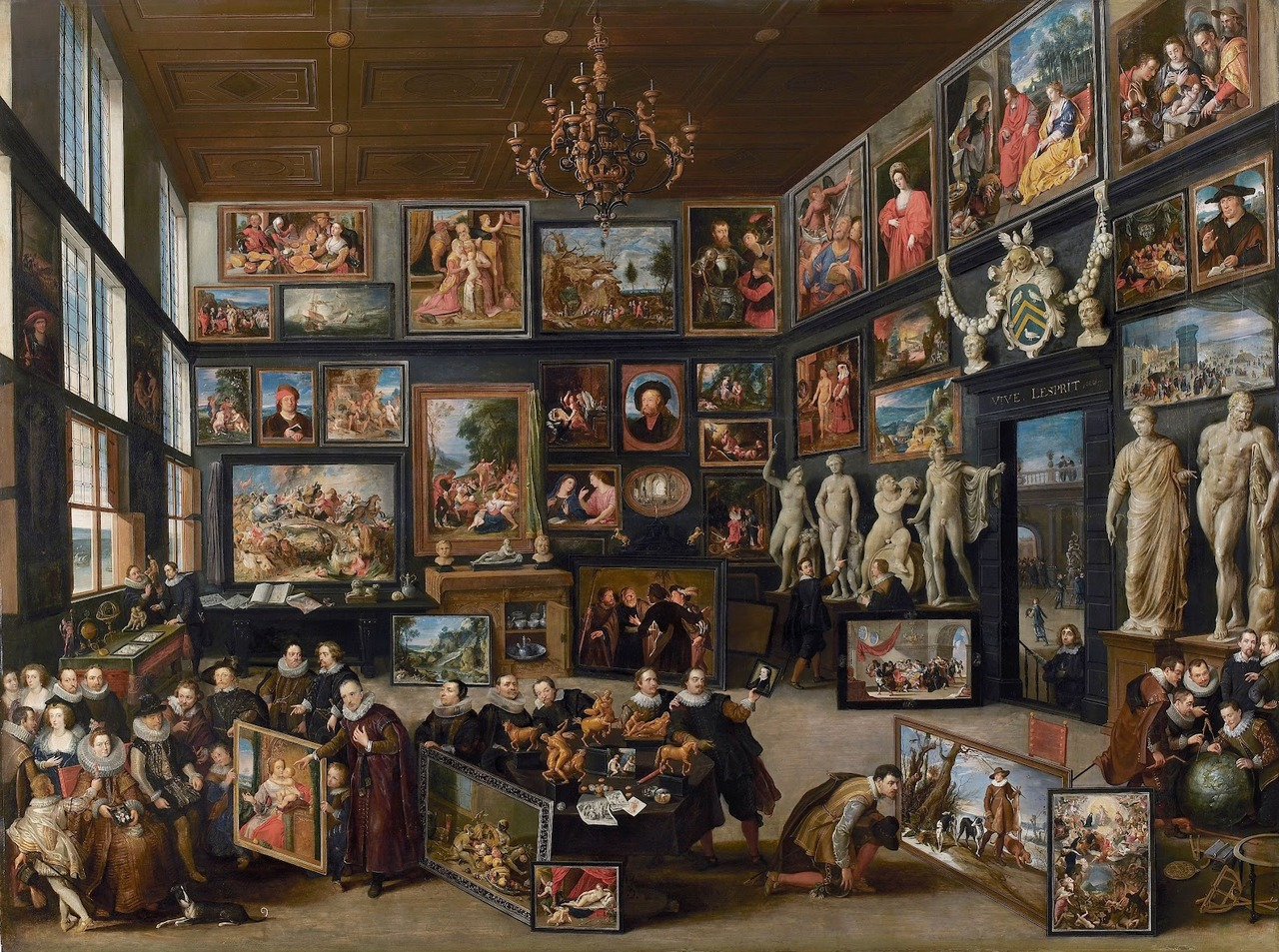
В. ван Хехт. Галерея Корнелиса ван дер Геста. 1628. Дерево, масло. Дом Рубенса, Антверпен